# 조니 해리스

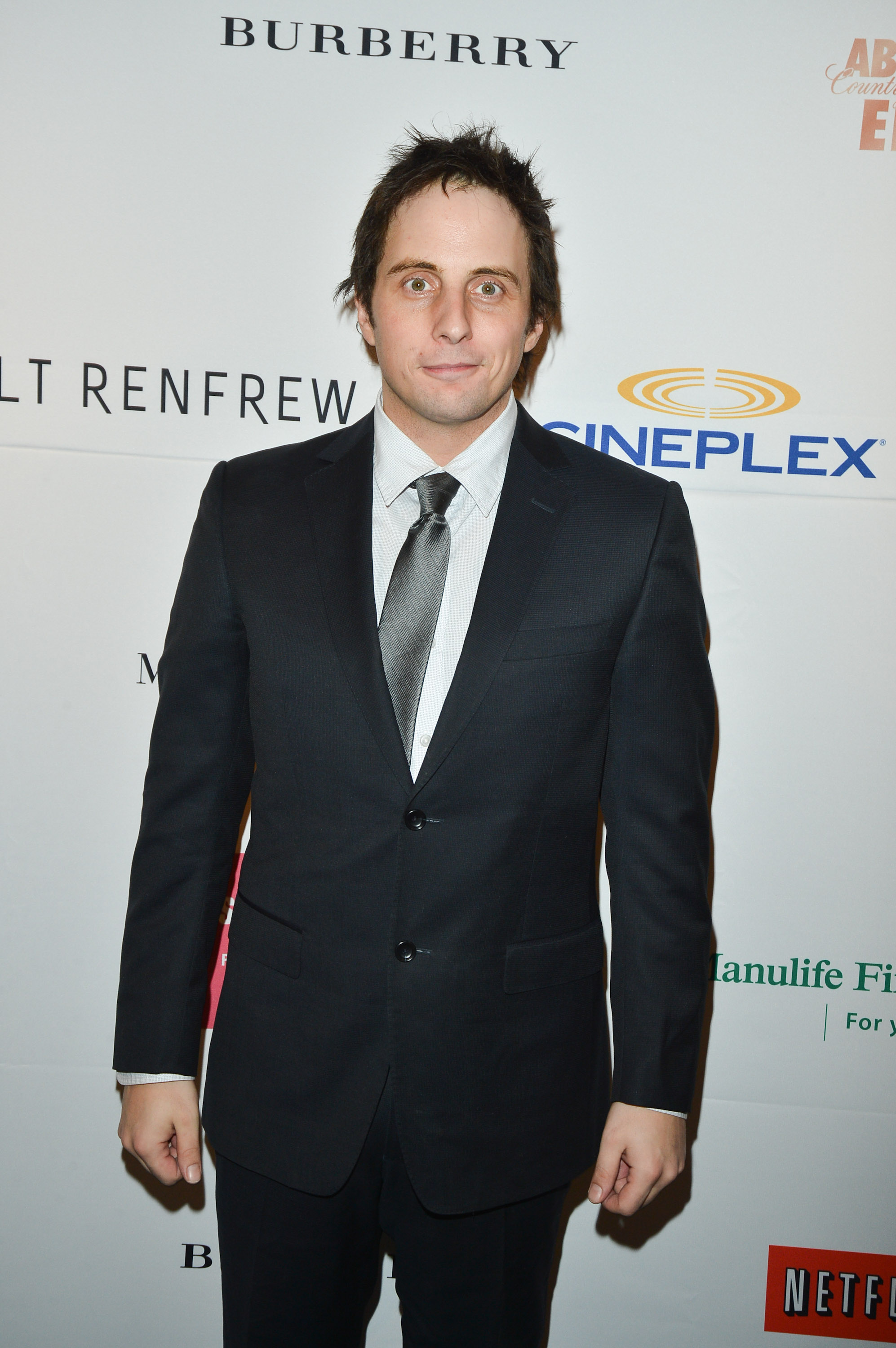

조니 해리스(Jonny Harris, 1975년 9월 22일 ~ )는 캐나다의 배우, 영화배우, 텔레비전 배우이다.

## 방송
- 머독 미스터리 시즌13
- 머독 미스터리 시즌12
- 머독 미스터리 시즌11
- 머독 미스터리 시즌10
- 머독 미스터리 시즌9

## 영화
- 더 복서 (2017년) 각본, 주연
- 프롬 다크니스 (2015년)
- 포티튜드 시즌1 (2015년)
- 머독 미스터리 시즌8 (2014년)
- 몬스터즈 2: 죽음의 대륙 (2014년) - 노아 프레이터 역
- 플래닛 바이러스 (2013년) - 로버트 어윈 역
- 머독 미스터리 시즌7 (2013년)
- 머독 미스터리 시즌6 (2013년)
- 머독 미스터리 시즌5 (2012년)
- 스노우 화이트 앤 더 헌츠맨 (2012년) - 쿼트 역
- 페이즈 (2011년)
- 머독 미스터리 시즌4 (2011년)
- 머독 미스터리 시즌3 (2010년)
- 화이트 채플 시즌1 (2009년)
- 머독 미스터리 시즌2 (2009년)
- 그로우 업 무비 스타 (2009년)
- 머독 미스터리 시즌1 (2008년)